# 1905 في البرازيل
فيما يلي قوائم الأحداث التي وقعت خلال عام 1905 في البرازيل.

## رياضة
- 1 يناير – بطولة باوليستا 1905 الفائز نادي أتليتيكو بوليستانو.

## مواليد

### يناير
- 1 يناير – أنجيلينا سواريس
- 1 يناير – علاء الدين فيليكس كاتب برازيلي.
- 28 يناير – فاوستو دوس سانتوس لاعب كرة قدم برازيلي.

### فبراير
- 8 فبراير – بريغينيو لاعب كرة قدم برازيلي.
- 15 فبراير – فالديمار هنريكي موسيقي برازيلي.

### مارس
- 1 مارس – جواو بيريرا سباح برازيلي.

### مايو
- 1 مايو – ماريا خوسيه دوبريه

### يونيو
- 30 يونيو – ماريو دي كاسترو لاعب كرة قدم برازيلي.

### يوليو
- 7 يوليو – أبراهام باتوسكا دا سيلفيرا لاعب كرة قدم برازيلي.

### أغسطس
- 13 أغسطس – برونو جيورجي نحات برازيلي.

### سبتمبر
- 14 سبتمبر – إسماعيل سيلفا موسيقي برازيلي.

### ديسمبر
- 4 ديسمبر – إميليو غاراستازو ميديسي سياسي برازيلي.
- 17 ديسمبر – إيريكو فيريسيمو كاتب برازيلي.
- 26 ديسمبر – أنفيلوجينو غواريزي لاعب كرة قدم إيطالي.

## وفيات

### أكتوبر
- 7 أكتوبر – بيدرو أميريكو (مواليد 1843) رسام برازيلي.